# Acacia wardellii
Acacia wardellii é uma espécie de leguminosa do gênero Acacia, pertencente à família Fabaceae.